# Ne bouge pas poupée
Ne bouge pas poupée est une série de sculpture de Françoise Pétrovitch datant de 2007. Elle est constituée de verre soufflé, argenture et coulages.
Cette œuvre est le fruit d'une collaboration entre Françoise Pétrovitch et la Verrerie de Meisenthal.

## Historique
L'œuvre est prêtée au musée des Beaux-Arts de Nancy par le fonds national d'art contemporain ; elle s'inscrit dans la politique du musée de créer une ouverture vers la création du XXIe siècle, aux côtés d'œuvres de François Morellet, Hommage à Lamour, Cross Crash n°1 et Cross Crash n°3 ou de Voyage organisé dans l'Adriatique d'Erik Dietman.

## Description et analyse
Ne bouge pas poupée est composée d'une série de dix poupées de 90 × 40 × 25 cm et 11 kg. Elles sont toutes différentes, identifiées et numérotées. Cette œuvre représente des poupées abîmées, amputées ou encore blessées.
Son titre fait référence aux femmes plus qu'au jouet. Il porte un message d’autorité et de possession tout en évoquant la peur de casser, de perdre de par leurs fragilité.
Cette œuvre fait référence à la fragilité de l'enfance, à l'éphémère. La transparence du verre évoquent les sentiments enfuis qui sommeillent en chacun de nous.

## Réalisation
Ne bouge pas poupée est créée grâce aux capacités techniques de l'équipe de verriers dont Jean-Marie Schilt. Quinze jours ont été nécessaires pour réaliser les protocoles technique de mise en œuvre à partir de dessin de l'artiste. Toutes parties du corps sont créées indépendamment pour être assemblées dans un second temps.

## Exposition
- 2 mars 2008, Centre International d'Art Verrier [CIAV], Meisenthal (rencontre / présentation)
- 31 janvier - 15 mars 2008, Galerie RX, Paris (exposition)
- 21 mars - 21 septembre 2008, Château de Malbrouck, Manderen (exposition collective)
- 28 septembre 2013 - 19 janvier 2014, Ensemble Poirel, Nancy (exposition Le Feu Sacré) [6]

## Référence
1. ↑  musee-des-beaux-arts.nancy.fr, « Françoise Pétrovitch, Ne bouge pas poupée, 2007 », sur Site Internet musee-des-beaux-arts.nancy.fr (consulté le 25 mars 2019)
2. ↑  Dossier d’œuvre du Musée des Beaux Arts de Nancy
3. ↑  Dossier de l'art, no 202 « Le musée des beaux-arts de Nancy : nouveau parcours des collections », décembre 2012
4. 1 2  « Présentation de l’œuvre - Ne bouge pas poupée », Académie Nancy-Metz
5. ↑  Dominique Mirassou, « Exposition Françoise Pétrovitch à l’Institut Culturel Bernard Magrez », sur Bordeaux Gazette (consulté le 22 juin 2019)
6. ↑  Le Feu Sacré verre & création contemporaine, Dossier de presse, Ensembre Poirel / Vile de Nancy, 2013